# Jacquelien Scherpen
Jacquelien Maria Aleida Scherpen () é uma matemática holandesa, especializada em teoria de controle não linear. É professora na faculdade de ciências e engenharia da Universidade de Groningen, diretora do Centro de Engenharia de Groningen e ex-diretora científica do Instituto de Engenharia e Tecnologia de Groningen (ENTEG).

## Formação e carreira
Scherpen estudou matemática aplicada na Universidade de Twente, obtendo um mestrado em 1990 e concluindo um doutorado em 1994. Sua tese de doutorado, Balancing for Nonlinear Systems, foi orientada juntamente por Huibert Kwakernaak e Arjan van der Schaft.
Foi afiliada à Universidade Técnica de Delft de 1994 a 2006, quando mudou para seu cargo atual na Universidade de Groningen. Foi diretora científica da ENTEG de 2013 a 2019 e dirige o Centro de Engenharia de Groningen desde 2016.

## Reconhecimento
Scherpen foi nomeada fellow do IEEE em 2021, "por contribuições para redução de modelos não lineares e controle baseado em passividade". É cavaleiro da Ordem do Leão Neerlandês.